# Castello di Balaiana

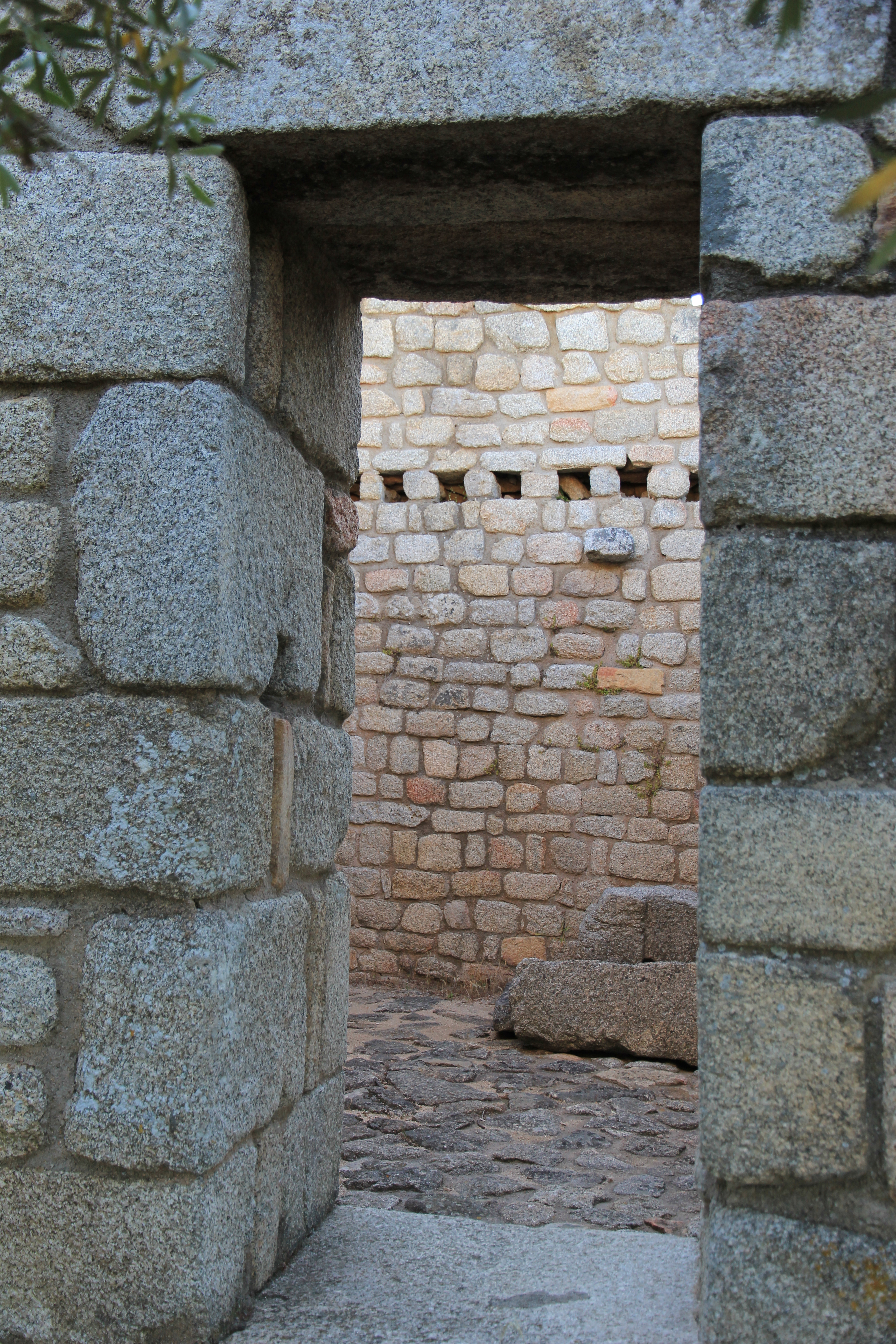
Interni del castello

Il castello di Balaiana è un castello medievale che sorge nei dintorni di Luogosanto, paese sardo in provincia della Gallura Nord-Est Sardegna, e prende il nome dai Balari, antica popolazione che viveva probabilmente nel Logudoro durante l'epoca della Sardegna nuragica. Della residenza del giudice di Gallura, che sorge non lontano dalla coeva chiesa di San Leonardo che fungeva da cappella castrale, sono rimasti pochi ruderi, tuttavia alcuni ambienti sono ancora ben conservati.